# Список богомолів Албанії
У фауні Албанії відомо 8 видів богомолів. Фауна Албанії вивчена недостатньо, іноземні ентомологи мало звертали увагу на територію сучасної країни через політичні кризи, війни та закритість країни в ХХ столітті. До 2014 року в фауні Албанії було відомо лише 5 видів богомолів. У 2014 році було виявлено популяцію виду Geomantis larvoides на півдні країни та одного самця виду богомольчик Гельдрейха на березі озера Преспа — на крайньому сході країни. У 2018 році було знайдено ймовірного вселенця — деревного богомола закавказького. 
Дослідники припускають можливість знаходження богомола Rivetina balcanica в Албанії, оскільки він відомий у Греції та Чорногорії.

## Список видів
| Наукова назва, автор, рік опису       | Таксономія          | Статус МСОП | Зображення | Зауваження щодо поширення |
| Mantis religiosa Linnaeus, 1758       | Родина Mantidae     | LC          |            | Імовірно, зустрічається в по всій території країни, зокрема на півдні та на сході, причому в гори підіймається до висот 1600 м над р. м. |
| Empusa fasciata Brullé, 1832          | Родина емпузові     | -           |            | Імовірно, зустрічається в різних регіонах країни, зокрема на півдні та на сході                                                          |
| Iris oratoria Linnaeus, 1758          | Родина Tarachodidae | -           |            | Імовірно поширений уздовж узбережжя морів, систематичні дослідження не проводилися.                                                      |
| Geomantis larvoides Pantel, 1896      | Родина Mantidae     | —           |            | Виявлений на південному заході країни, на півдні округу Саранда                                                                          |
| Ameles spallanzania Charpentier, 1825 | Родина Mantidae     | —           |            | Імовірно поширений уздовж узбережжя морів, систематичні дослідження не проводилися.                                                      |
| Ameles decolor Charpentier, 1825      | Родина Mantidae     | —           |            | Відомі популяції на крайньому південному сході, ймовірно, поширений в інших місцевостях                                                  |
| Ameles heldreichi Charpentier, 1825   | Родина Mantidae     | —           |            | Єдиного самця знайдено на березі озера Преспа — на крайньому сході країни                                                                |
| Hierodula trancaucasica Brunner, 1878 | Родина Mantidae     | —           |            | Виявлений у 2018 році в місті Вльора, стійкі популяції невідомі, ймовірно новий вселенець на початку XXI століття.                       |